# Nick Audsley
Nicholas Audsley (* 6. Februar 1982 in London) ist ein britischer Schauspieler.
Er ist seit 2001 als Schauspieler tätig. Bekanntheit erlangte er durch seine Darstellung des Peter van Pels in Robert Dornhelms Filmdrama Anne Frank (2001). Er wirkte die nächsten Jahre in einer Reihe von Fernsehproduktionen sowie am Theater. 2017 spielte er als „Lord Strange“ in der Miniserie The White Princess. 2019 verkörperte er „Duke Charles of Monmouth“ in der Historienserie Victoria.

## Filmografie (Auswahl)
- 2001: Anne Frank (Anne Frank: The Whole Story)
- 2001: The Cazalets (Fernsehserie, 1 Episode)
- 2002: Inspector Barnaby (Midsomer Murders, Fernsehserie, Staffel 5, Folge 4: Mord am St. Malley’s Day (Murder On St Malley’s Day))
- 2002: Silent Witness (Fernsehserie, 2 Episoden)
- 2004: Foyle’s War (Fernsehserie, 2 Episoden)
- 2004: Standing Room Only
- 2007: Mood Swing
- 2014: Raiders of the Lost Art
- 2017: The White Princess (Miniserie, 7 Episoden)
- 2019: Victoria (Fernsehserie, 7 Episoden)
- 2022: Father Brown (Fernsehserie, 1 Episode)